# Santo Tomás (Pangasinán)
Santo Tomás  (Bayan ng  Santo Tomas - Ili ti Santo Tomas)  es un municipio filipino de quinta categoría, situado en la isla de Luzón. Forma parte de la provincia de Pangasinán situada en la Región Administrativa de Ilocos, también denominada Región I.

## Geografía
Se trata del municipio de menor superficie y menor población de la provincia. Situado al sur en la frontera con la provincia de Tarlac.
Linda al norte con el municipio de Villasis; al sur con el de Bautista; al este con San Manuel; y al oeste con el de Alcalá.

### Barangays
El municipio de Santo Tomás se divide, a los efectos administrativos, en 10 barangayes o barrios, conforme a la siguiente relación:
| - La Luna - Población del Este - Población del Oeste | - Salvación - San Agustín | - San Antonio - San José | - San Marcos - Santo Domingo - Santo Niño |  |

## Historia
En un principio Santo Tomás era un barrio de Alcalá conocido como Arranggo.
Cuando el municipio fue creado en 1898, el nombre Arranggo fue cambiado por el actual de Santo Tomás.
Su vida fue efímera ya que en menos de un año, el municipio dejó de existir como tal bajo el Gobierno Militar estadounidense en las islas Filipinas,
pero en  1902, el municipio fue reconocido por segunda vez.
Cuando el gobierno civil norteamericano fue establecido se ordenó la fusión de todos los municipios pequeños con los municipios, volviendo Santo Tomás a pertenecer al de Alcalá.
El 10 de febrero de 1908 por tercera vez vuelve a recuperar su condición de municipio, que mantuvo hasta estos días.

## Patrimonio

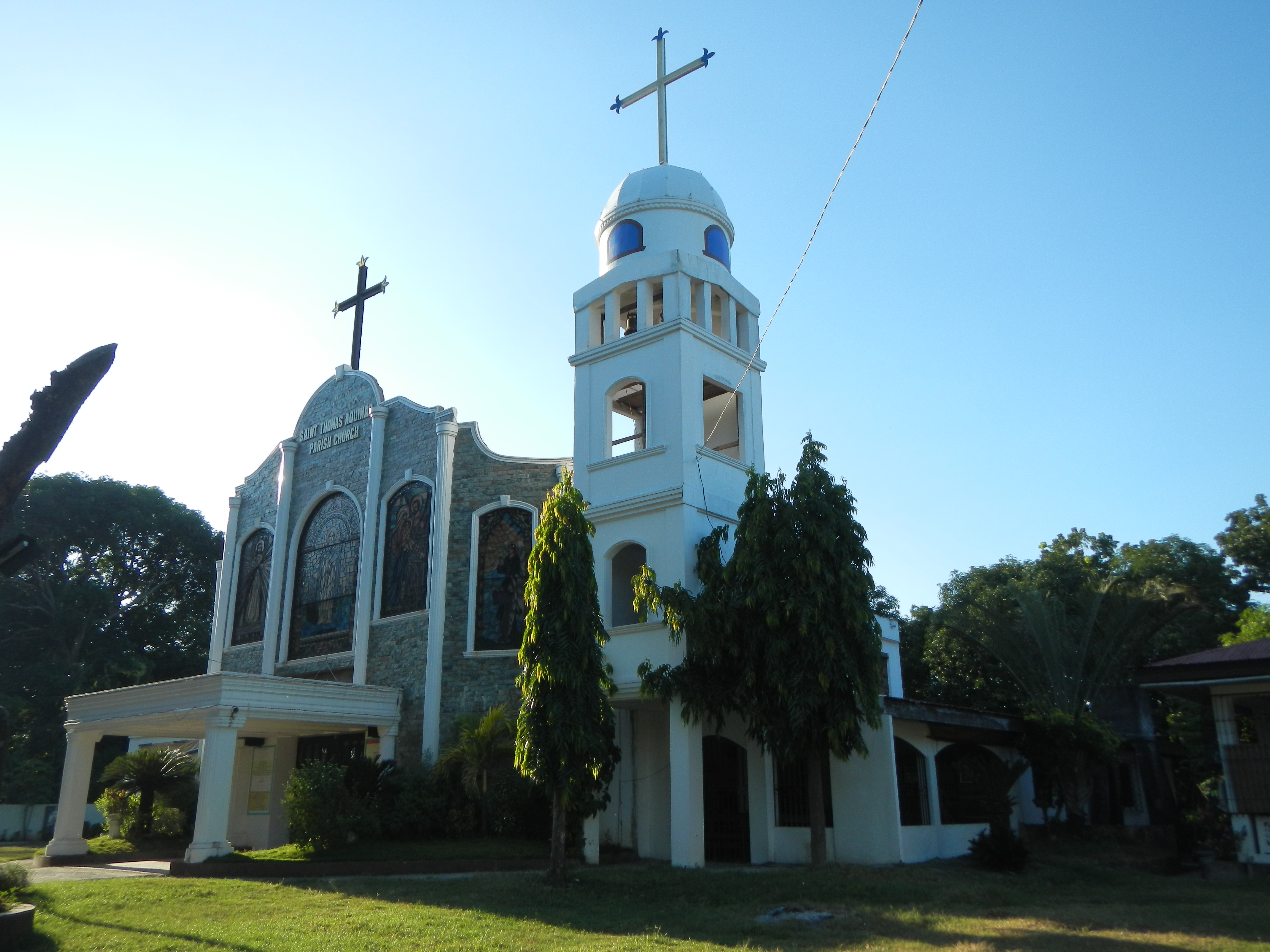
Vista de la Iglesia de Santo Tomás.

La iglesia parroquial católica, bajo la advocación de Santo Tomás de Aquino, data del año 1973 y  se encuentra situada en el barrio de Santo Domingo. Depende de la Vicaría de Sagrado Corazón en la diócesis de Urdaneta en la Arquidiócesis de  Lingayen-Dagupán.
La iglesia de Santo Tomás antaño fue "Visita" o ermita de Alcalá.

## Récord Guinness
El 11 de febrero de 2008, durante la celebración del centenario, en el primer Festival del Maíz, Santo Tomás entró en el Libro Guinness de los récords por la barbacoa de mayor longitud:  3,803.96 metros.
Cada rejilla de parrilla interconectada medía 2,4 metros, atravesando el conjunto sus 10 barrios.